# Сковронь, Йоанна
Йоанна Паулина Сковронь (пол. Joanna Paulina Skowroń; 16 апреля 1979, Гожув-Велькопольский) — польская гребчиха-байдарочница, выступала за сборную Польши в конце 1990-х — середине 2000-х годов. Участница двух летних Олимпийских игр, чемпионка мира и Европы, победительница многих регат национального и международного значения.

## Биография
Йоанна Сковронь родилась 16 апреля 1979 года в городе Гожув-Велькопольский Любуского воеводства. Активно заниматься греблей начала с раннего детства, проходила подготовку в местном спортивном клубе MKKS-MOS.
Первого серьёзного успеха на взрослом международном уровне добилась в 1999 году, когда попала в основной состав польской национальной сборной и побывала на чемпионате мира в Милане, откуда привезла награду бронзового достоинства, выигранную в зачёте четырёхместных байдарок на дистанции 500 метров. Благодаря череде удачных выступлений удостоилась права защищать честь страны на летних Олимпийских играх 2000 года в Сиднее — в четвёрках на пятистах метрах дошла до финала и показала в решающем заезде четвёртый результат, немного не дотянув до призовых позиций.
В 2001 году Сковронь выступила на европейском первенстве в Милане, где стала серебряной призёршей в двойках на тысяче метрах и бронзовой призёршей в четвёрках на двухстах метрах, а также представляла страну на домашнем мировом первенстве в Познани, где среди баёдарок-четвёрок добыла бронзу в двухсотметровом зачёте и серебро в километровом. Год спустя на чемпионате Европы в венгерском Сегеде четырежды поднималась на пьедестал почёта, в том числе получила серебро в двойках на двухстах метрах, золото в двойках на пятистах метрах, ещё одно серебро в двойках на тысяче метрах и бронзу в четвёрках на пятистах метрах. Тогда как на чемпионате мира в испанской Севилье в двухсотметровой дисциплине двоек выиграла серебряную медаль, а в километровой гонке четвёрок обогнала всех своих соперниц и завоевала тем самым золотую награду.
Ещё через год на мировом первенстве в американском Гейнсвилле попала в число призёров в трёх разных женских дисциплинах: удостоилась бронзы в двойках на пятистах метрах и в четвёрках на двухстах метрах, в то время как в четвёрках на пятистах метрах получила награду серебряного достоинства. Будучи в числе лидеров гребной команды Польши, благополучно прошла квалификацию на Олимпийские игры 2004 года в Афинах — в полукилометровой программе четвёрок вновь заняла четвёртое место, остановившись в шаге от призовых позиций.
После афинской Олимпиады Йоанна Сковронь ещё в течение некоторого времени оставалась в основном составе польской национальной сборной и продолжала принимать участие в крупнейших международных регатах. Так, в 2005 году она выступила на мировом первенстве в хорватском Загребе, где выиграла бронзовую медаль в двойках на дистанции 1000 метров, а также серебряные медали в четвёрках на дистанциях 200 и 500 метров. Вскоре по окончании этих соревнований приняла решение завершить карьеру профессиональной спортсменки, уступив место в сборной молодым польским гребчихам.